# Paramaribo (district)
Paramaribo is een district van Suriname, bestaande uit de stad Paramaribo en de directe omgeving. Het ligt ingeklemd tussen de districten Wanica in het westen en Commewijne in het oosten, en de monding van de rivier de Suriname in het noorden. 

## Statistieken
Het district heeft een oppervlakte van 183 km² en had 242.946 inwoners bij de volkstelling in 2004. Qua oppervlakte is het daarmee het kleinste district van Suriname, maar qua aantal inwoners het meest bevolkte: de helft van de Surinaamse bevolking woont in Paramaribo. Het is daardoor ook het dichtst bevolkte district.
48% van de bevolking van Paramaribo is christen, 14% hindoe, 9% moslim, 4% heeft een ander geloof, 4% heeft geen geloof en 21% gaf bij de volkstelling geen antwoord op deze vraag.
Het Nederlands is veruit de meest gesproken taal in de huishoudens van Paramaribo. In 66,4% van de huishoudens is het de meest gesproken taal en in de meeste andere huishoudens wordt het gesproken als tweede taal. Andere veel gesproken talen zijn Surinaams (Sranantongo), Sarnami Hindoestani en Javaans.

## Geschiedenis
Het gebied werd eerst gekoloniseerd door de Britten in de zeventiende eeuw, met behulp van de bouw van Fort Willoughby. Dit fort werd later ingenomen door de Nederlanders en omgedoopt tot Fort Zeelandia. Het gebied, inclusief de stad Paramaribo, verandert als eerste van Britse naar Nederlandse eigenaars; later werd als resultaat van de Vrede van Breda aan het eind van de Tweede Engels-Nederlandse Oorlog geheel Suriname een Nederlands kolonie.

## Ressorten

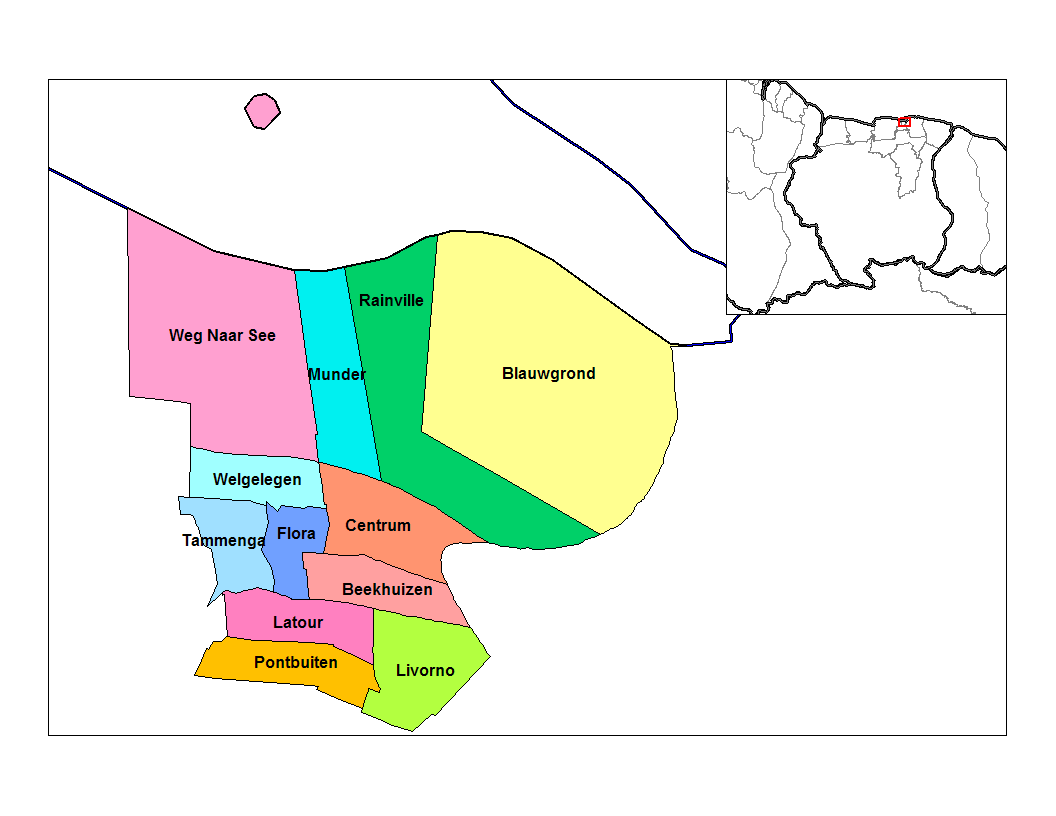
Ressorten van Paramaribo

Het district Paramaribo bestaat uit twaalf ressorten, die in het het stedelijk gebied van Paramaribo meer de functie van een wijk op zich nemen:
- Beekhuizen
- Blauwgrond
- Centrum
- Flora
- Latour
- Livorno
- Munder
- Pontbuiten
- Rainville
- Tammenga
- Weg naar Zee
- Welgelegen

## Galerij

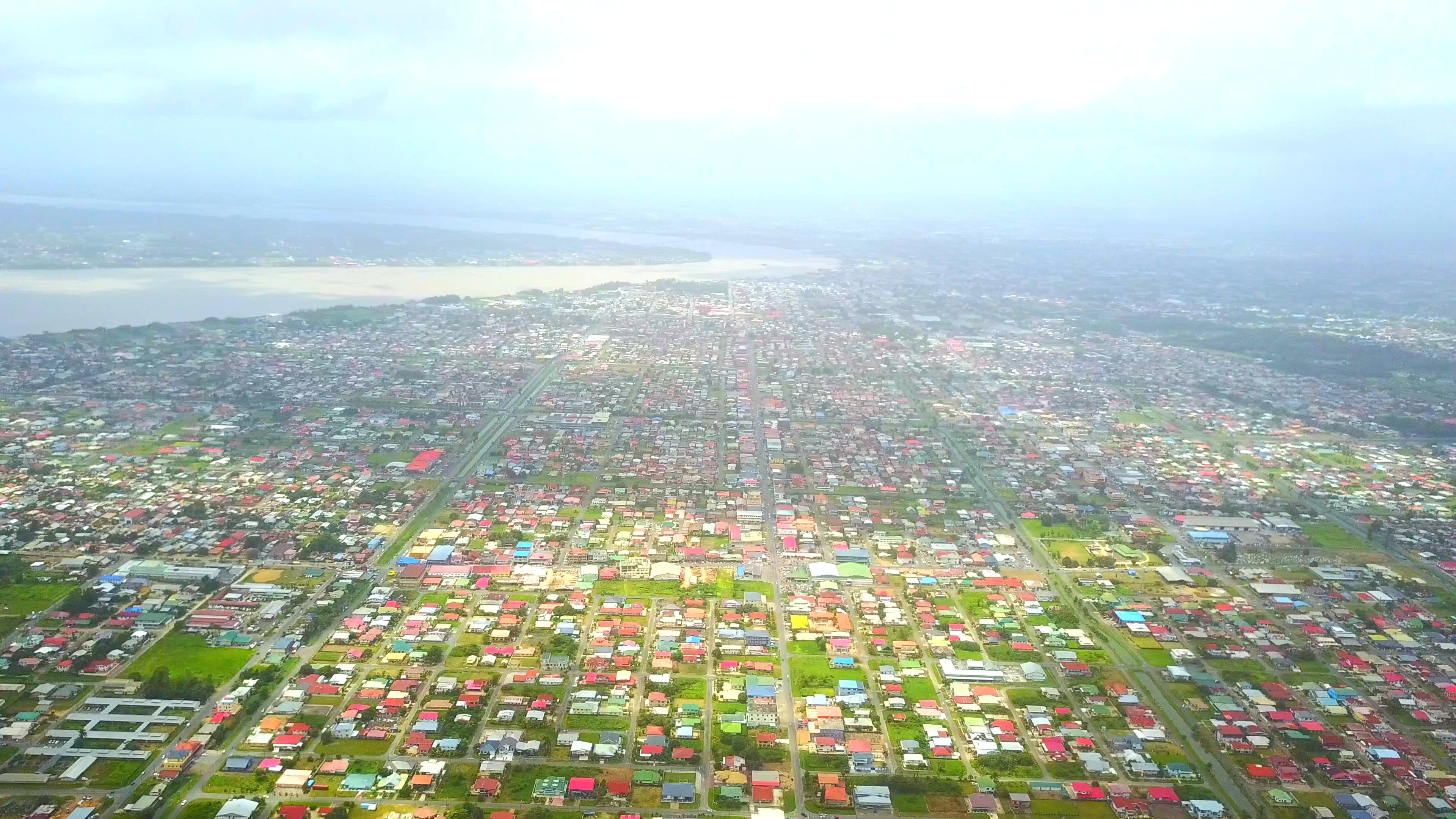
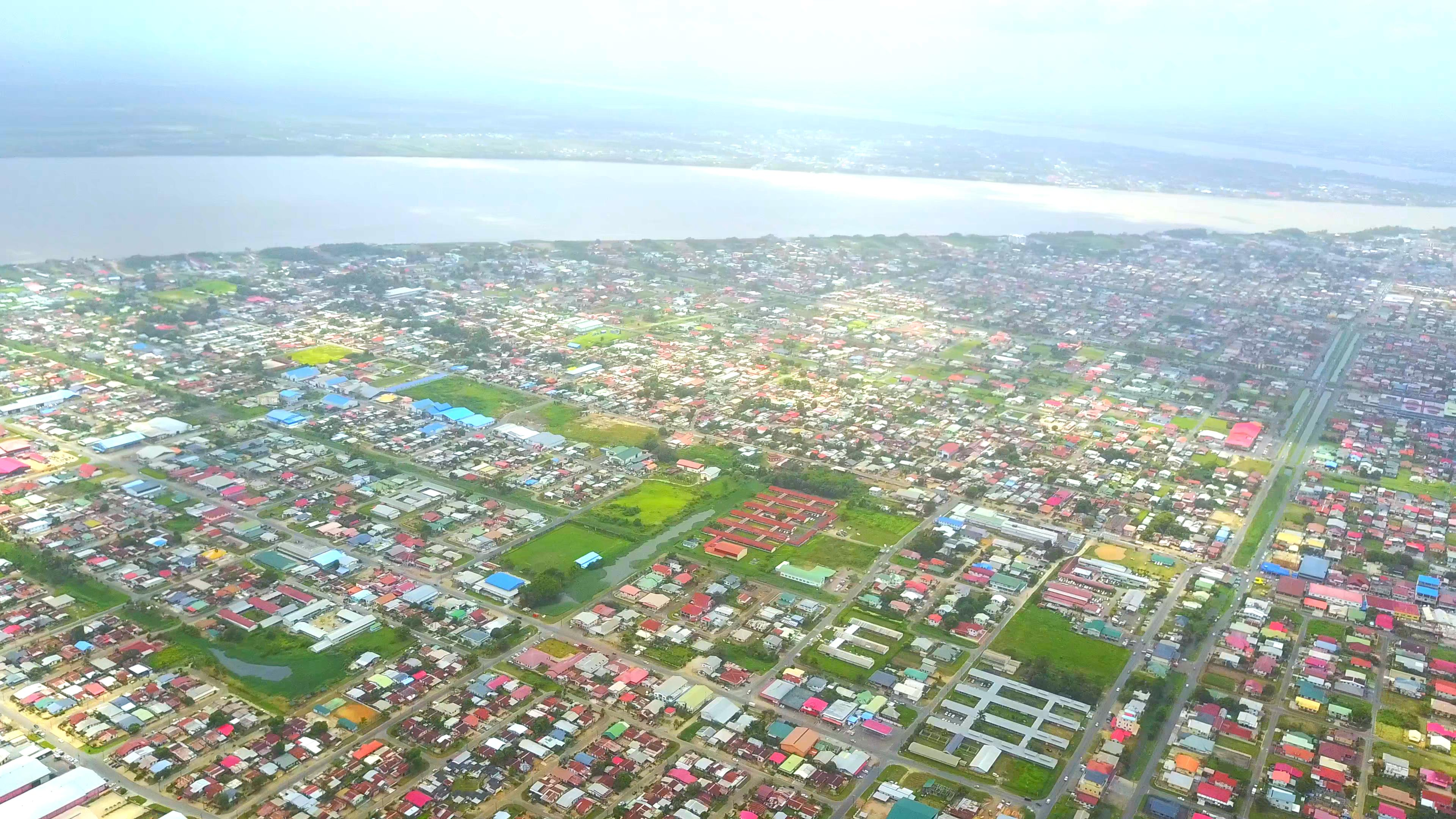
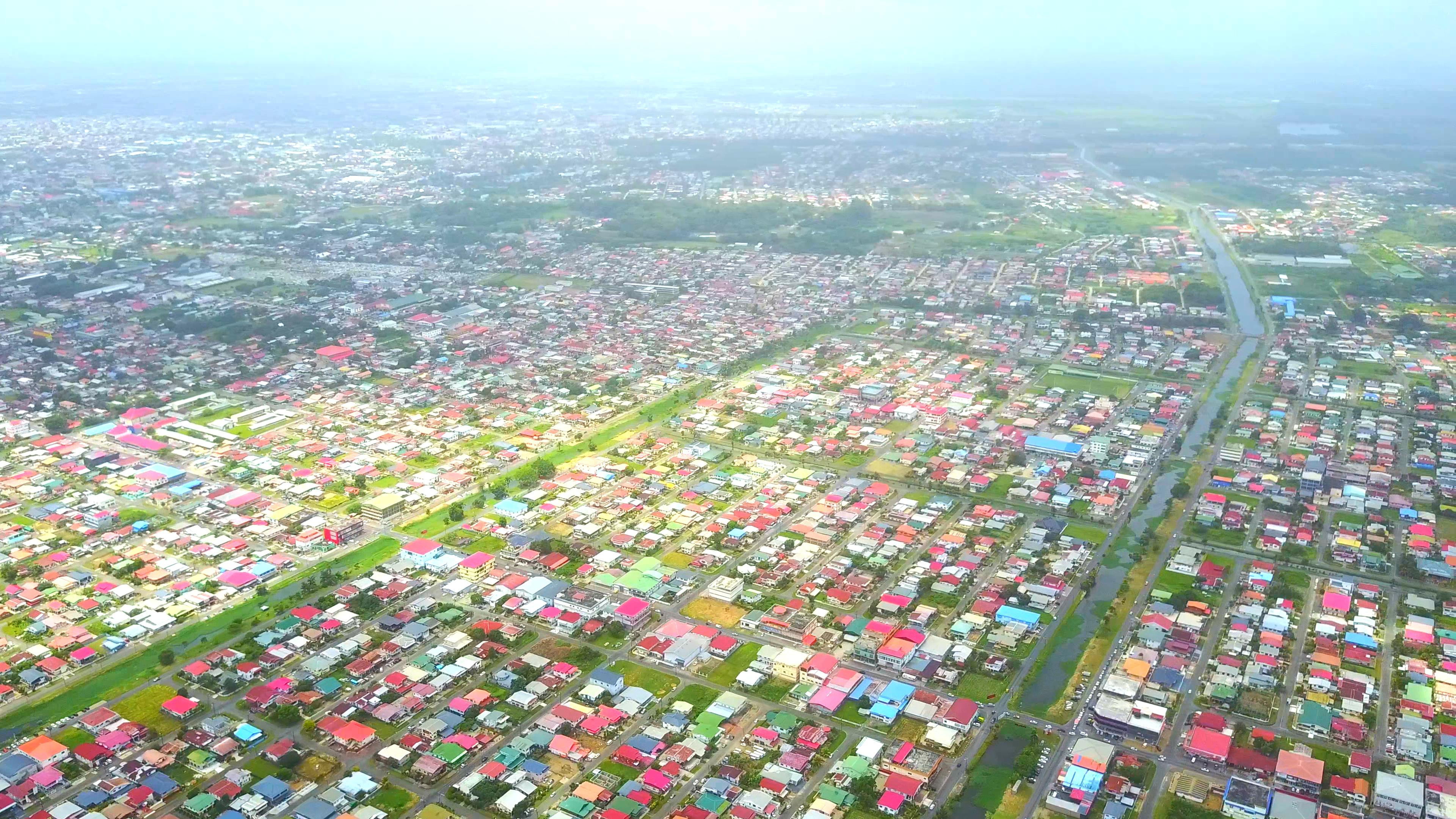
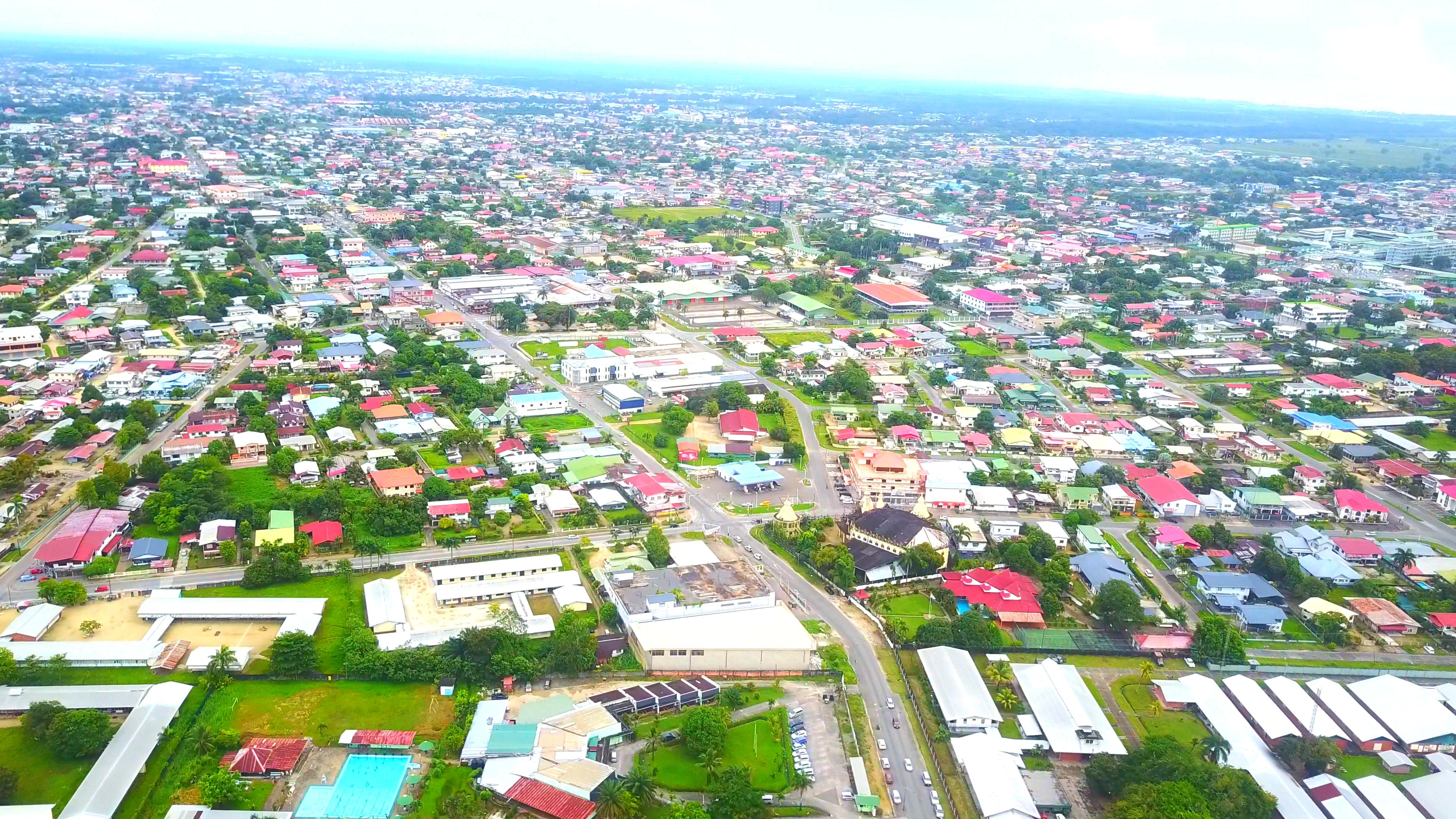
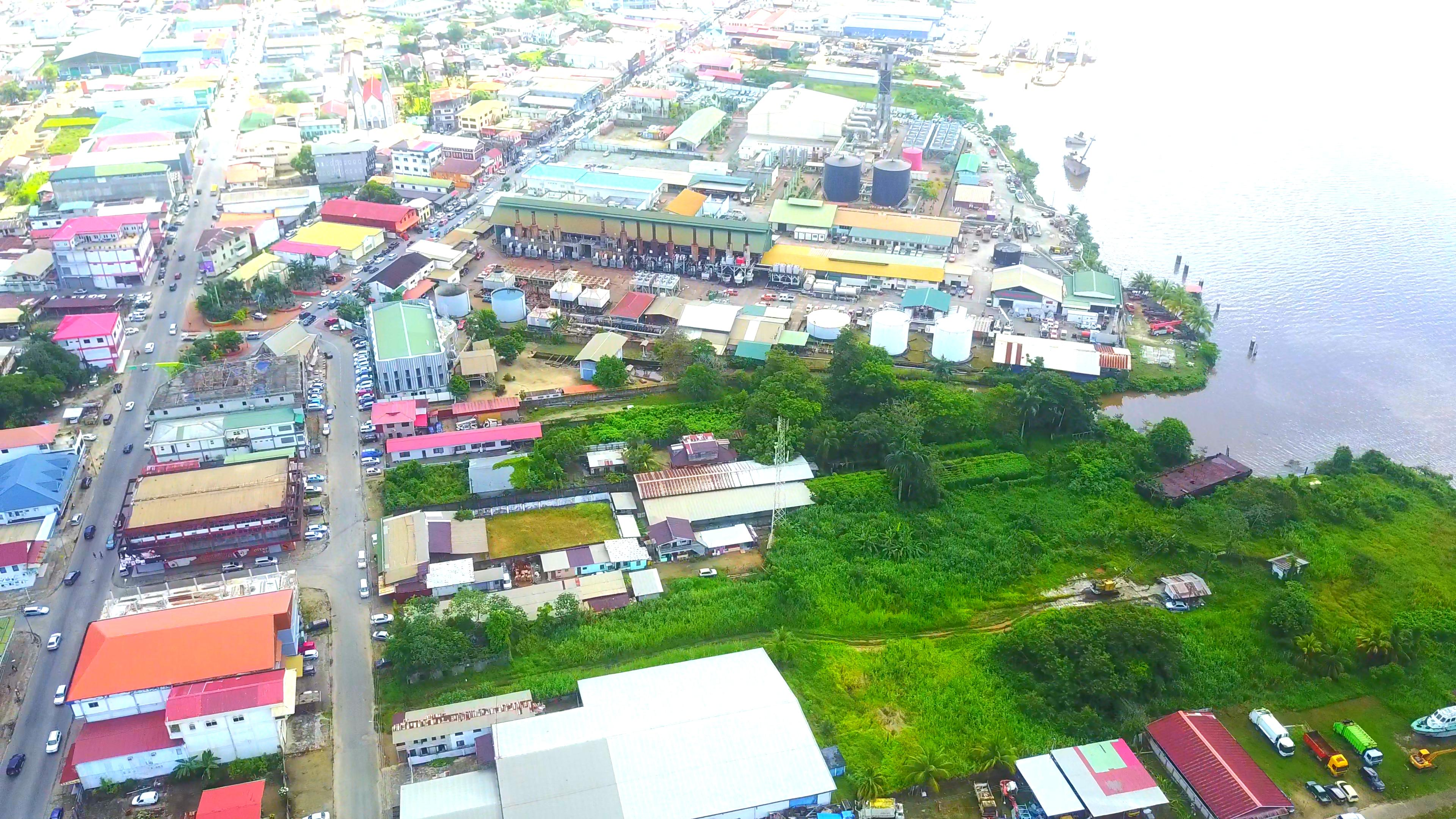
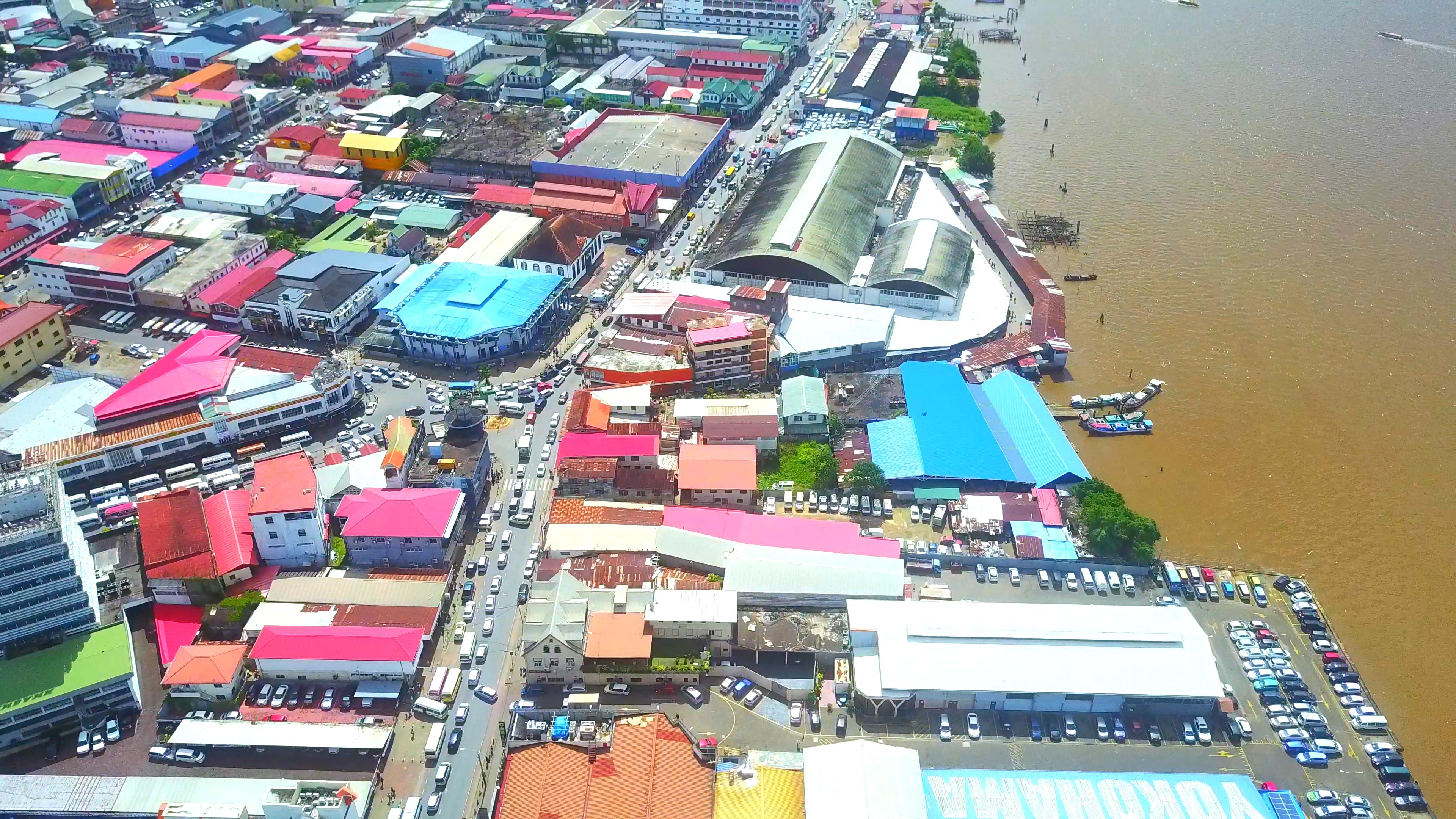
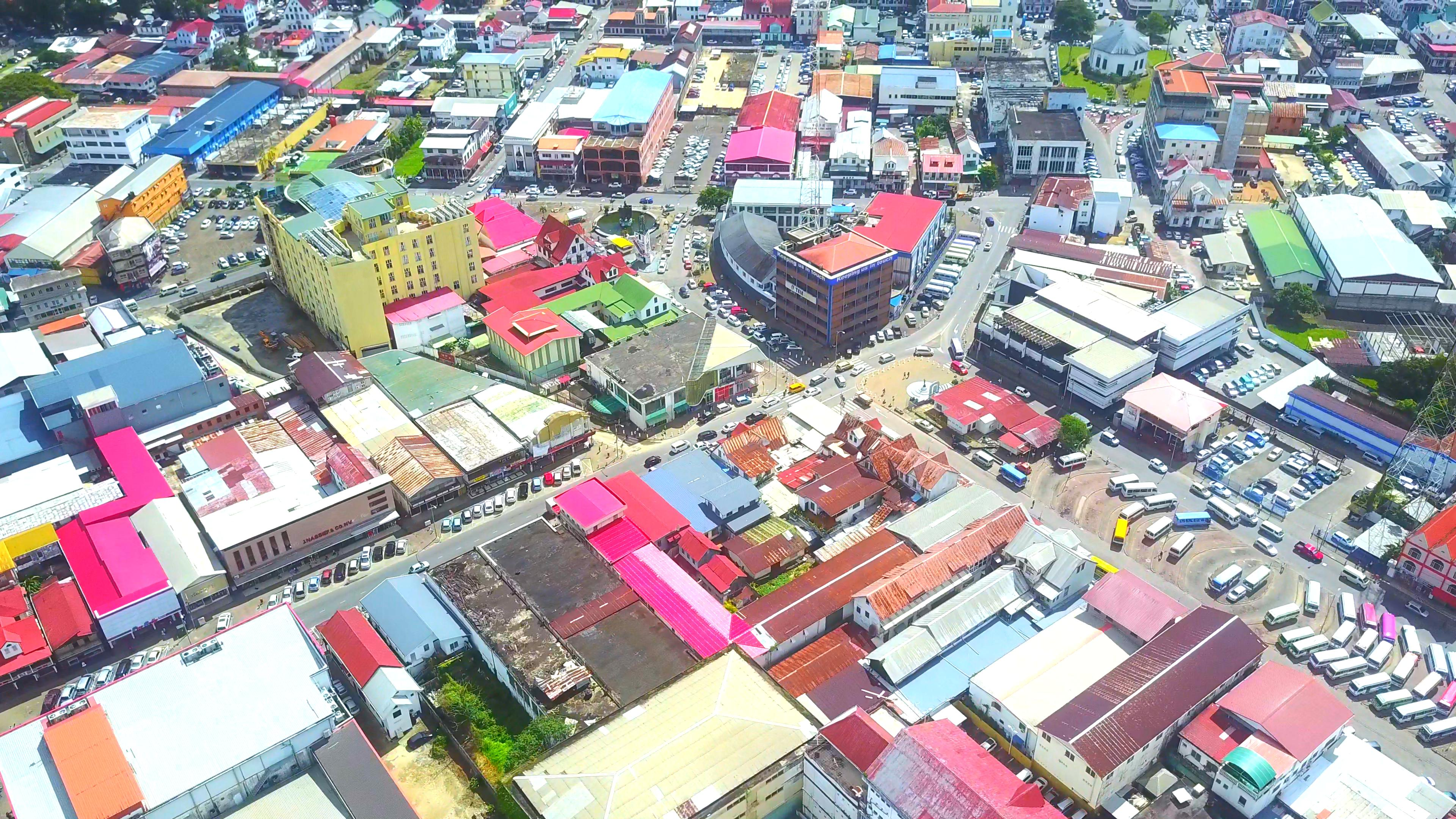
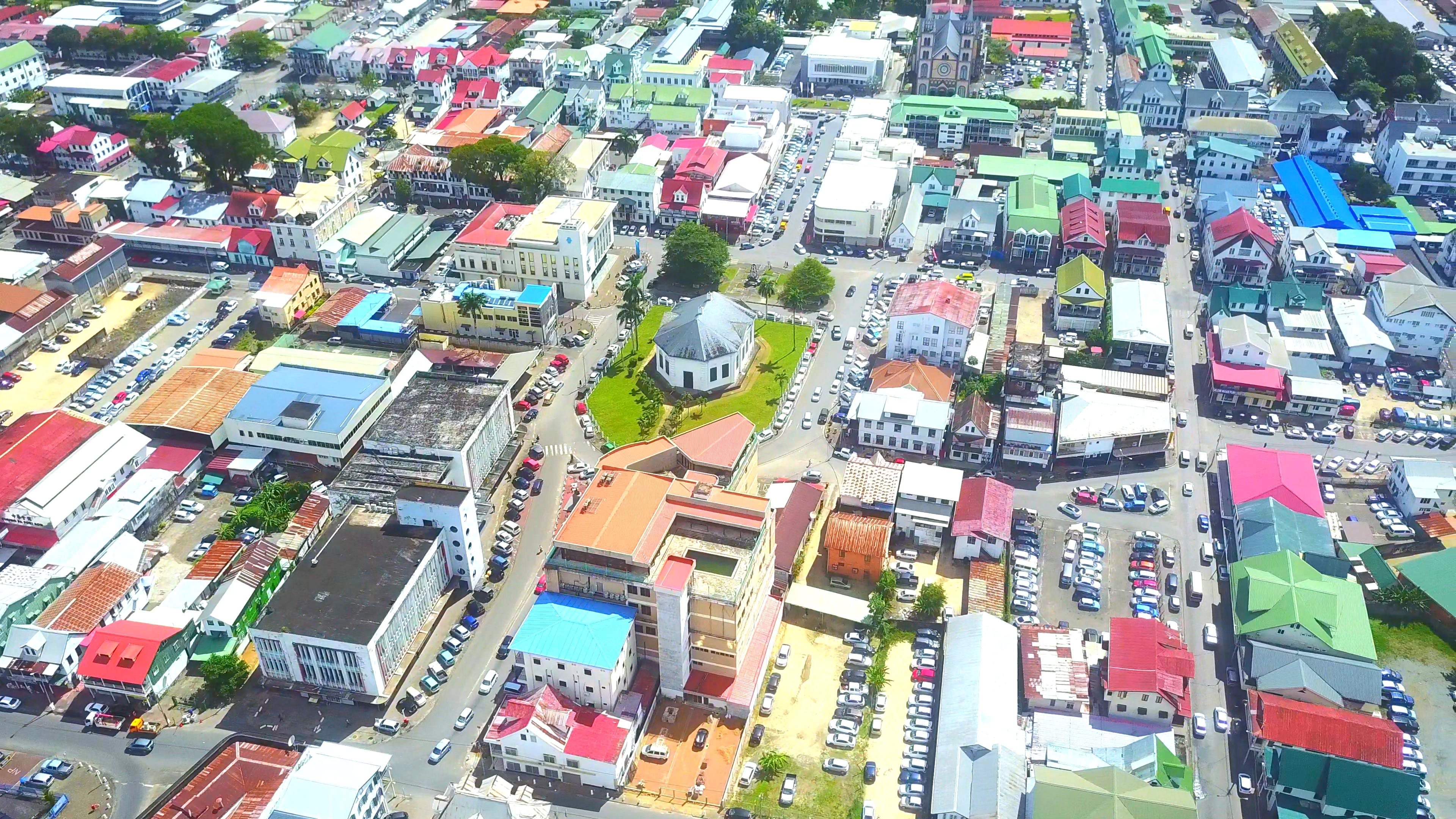
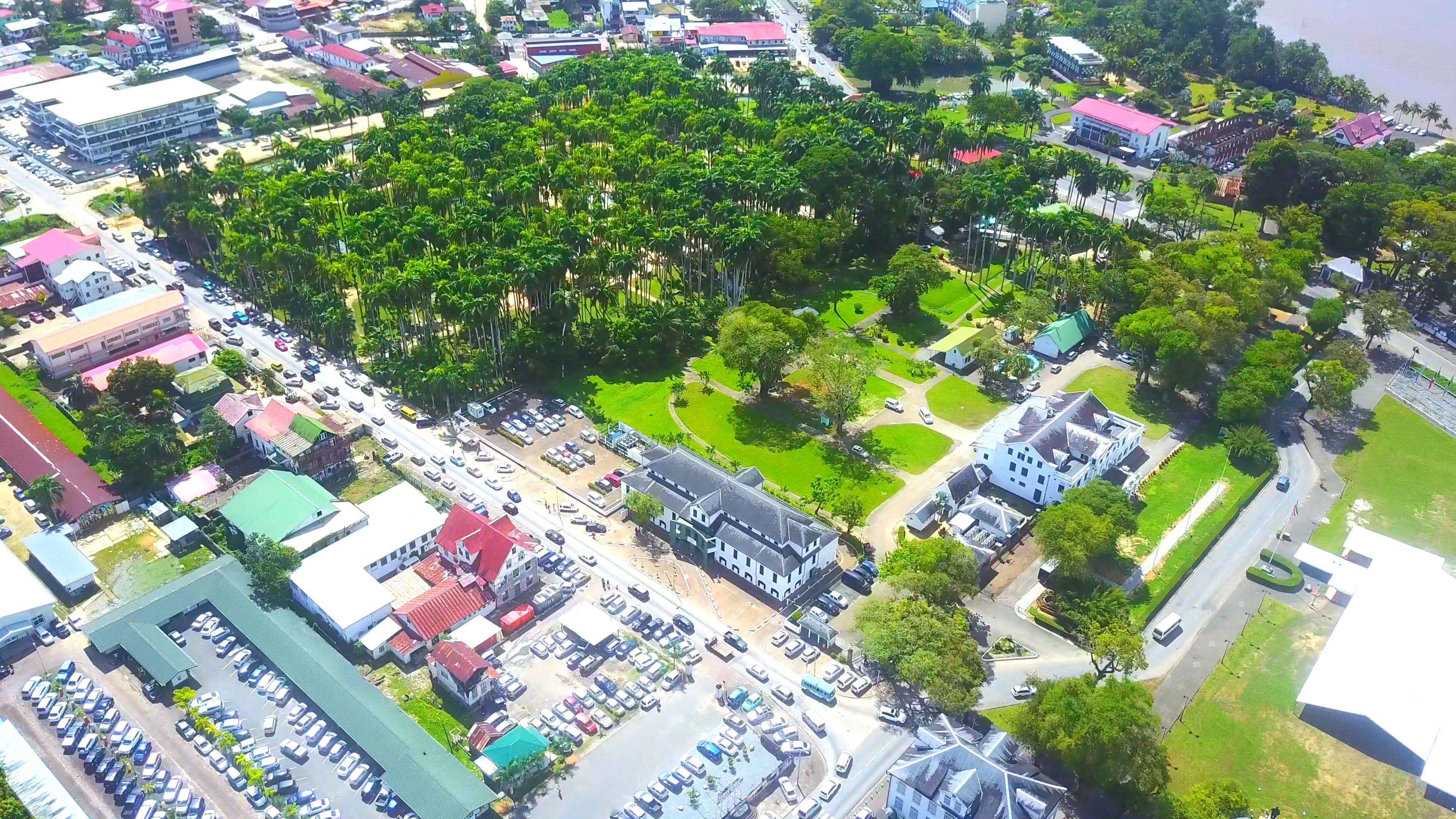
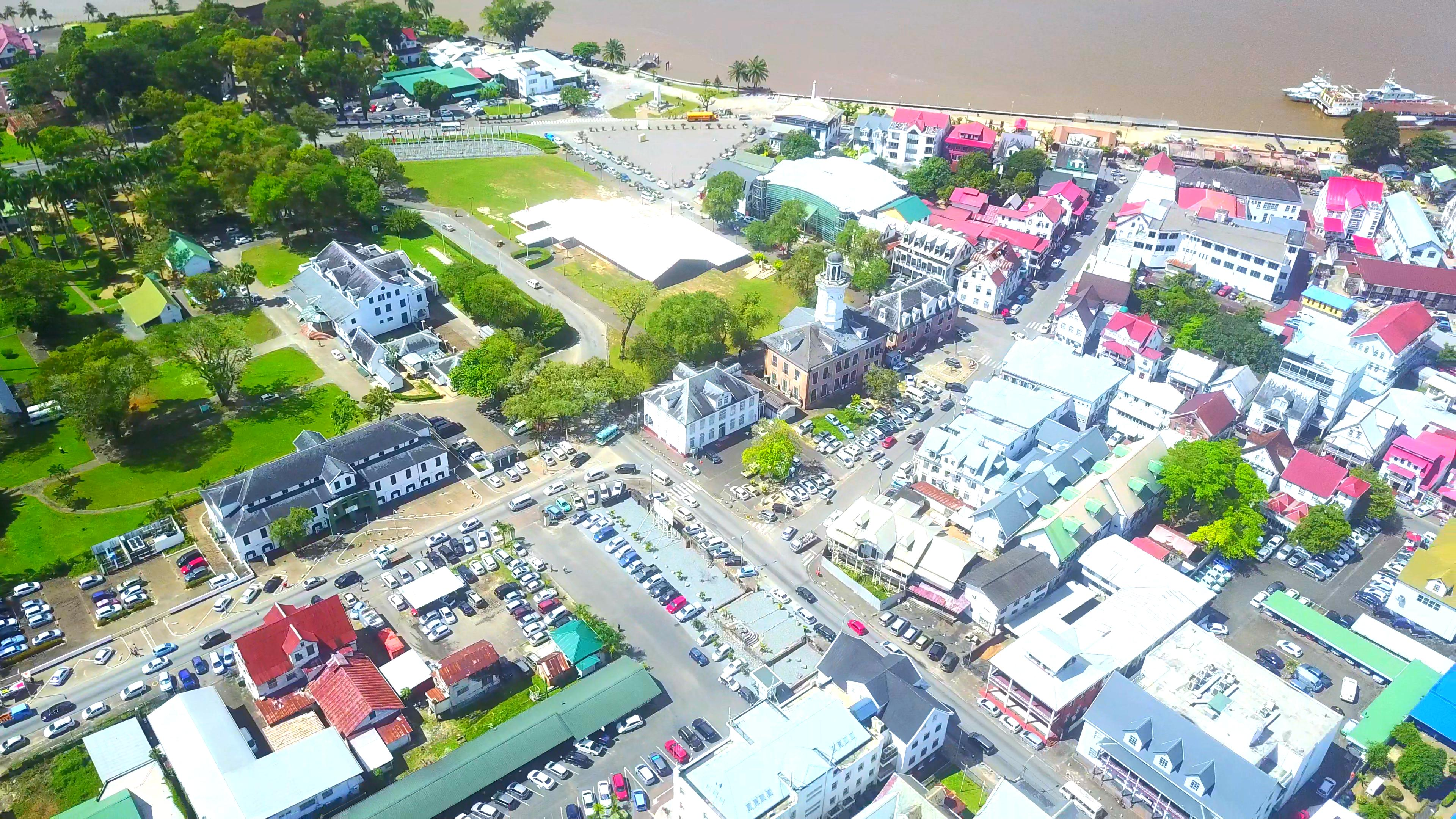
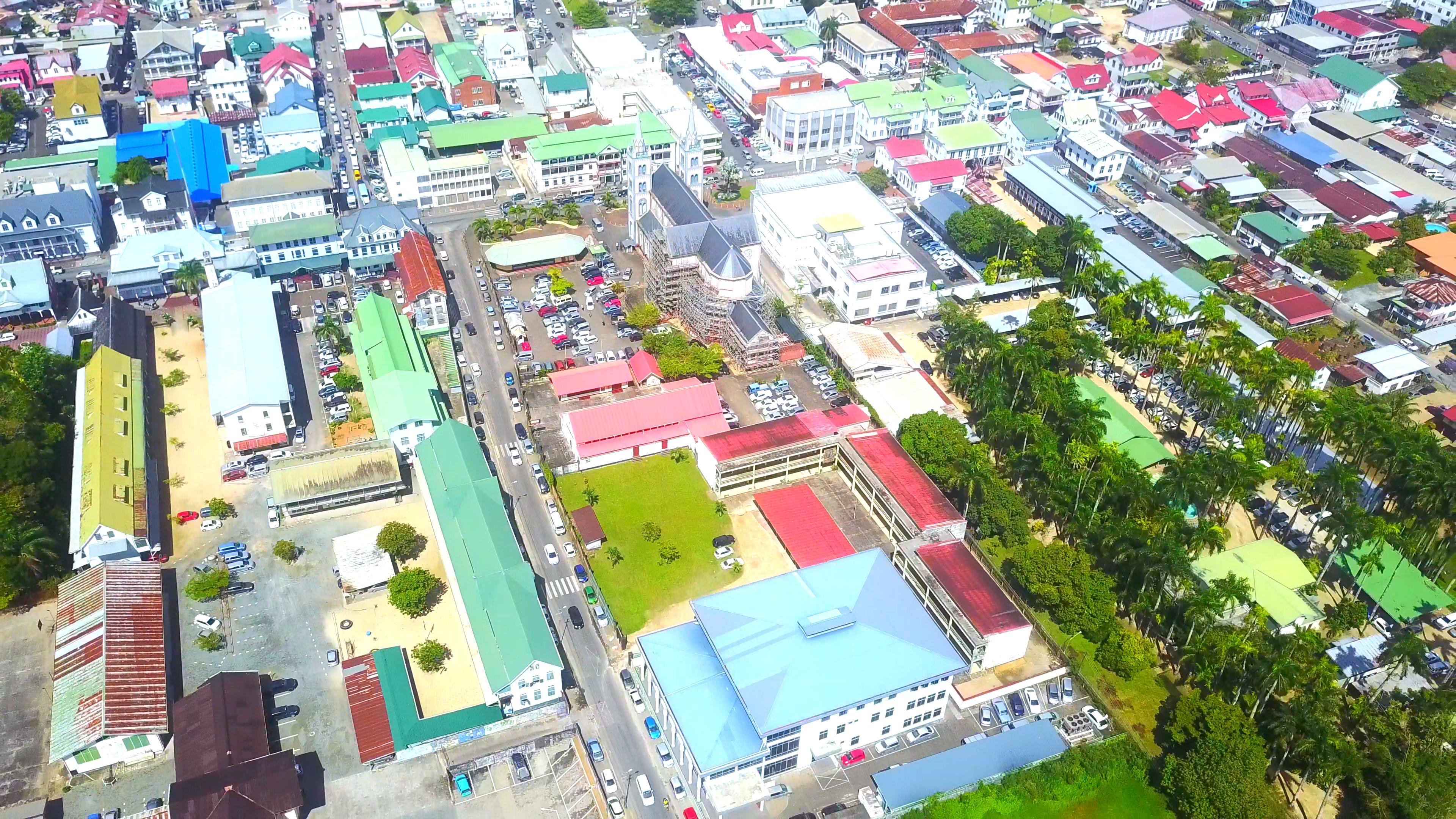
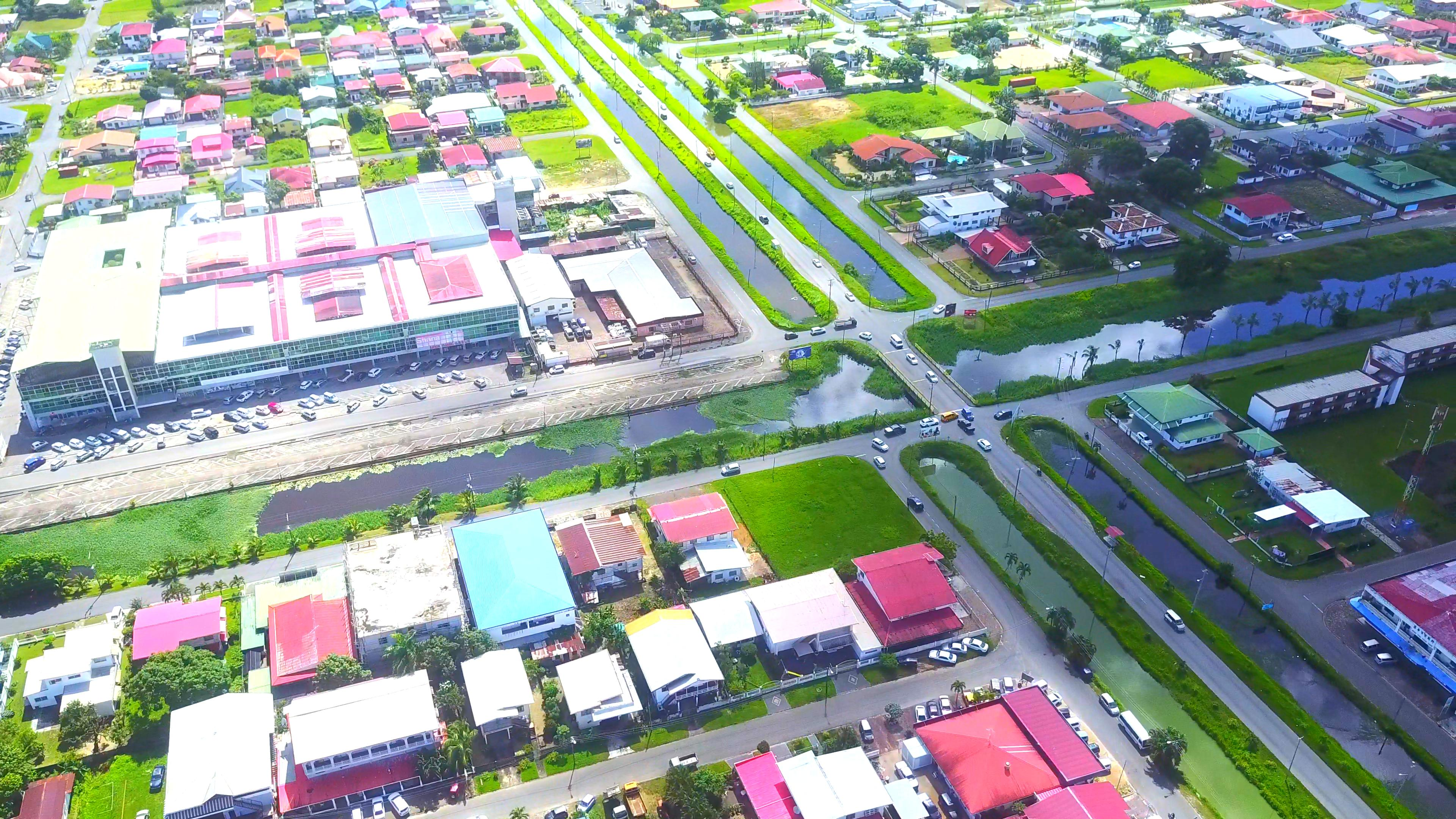
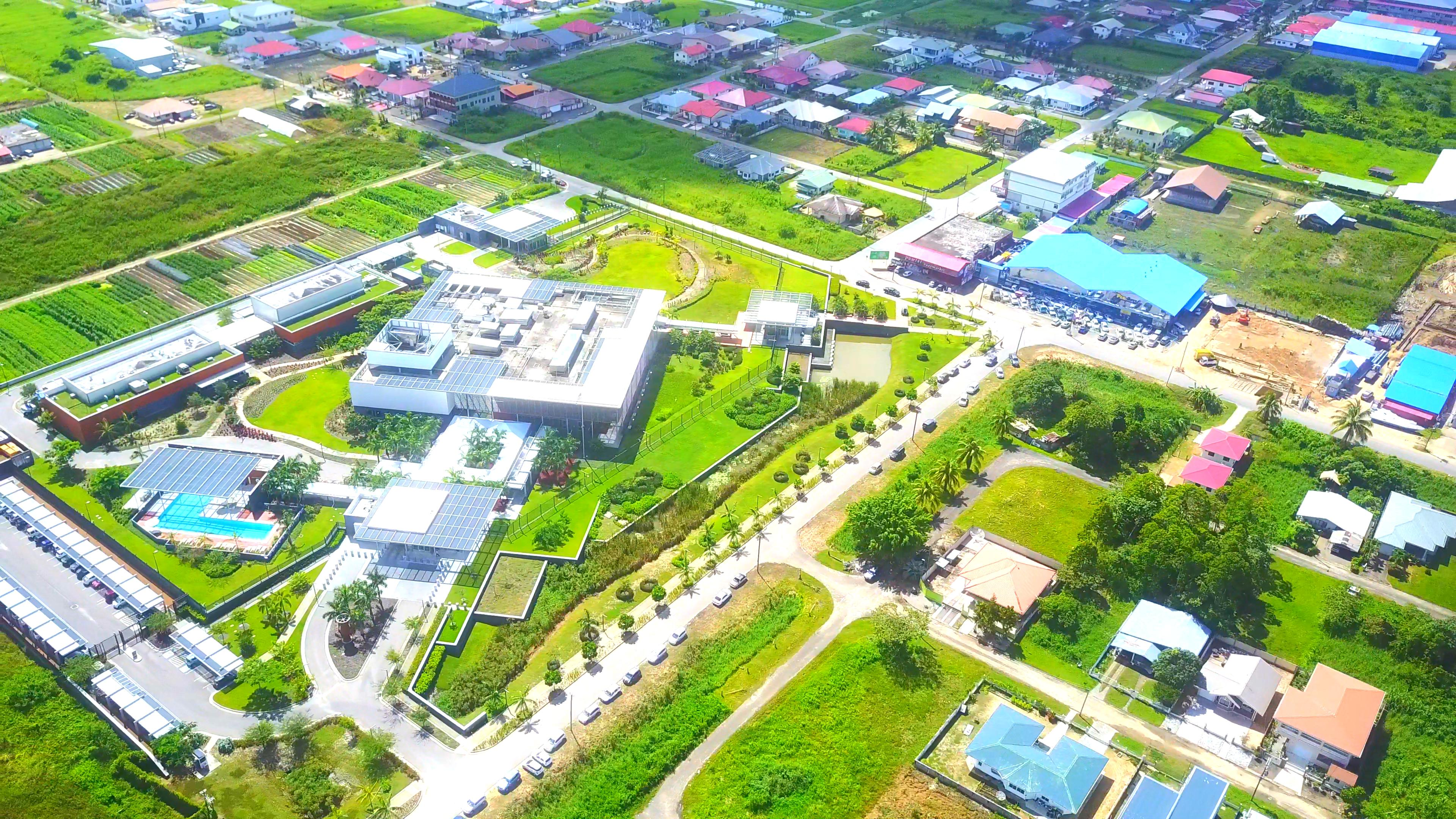
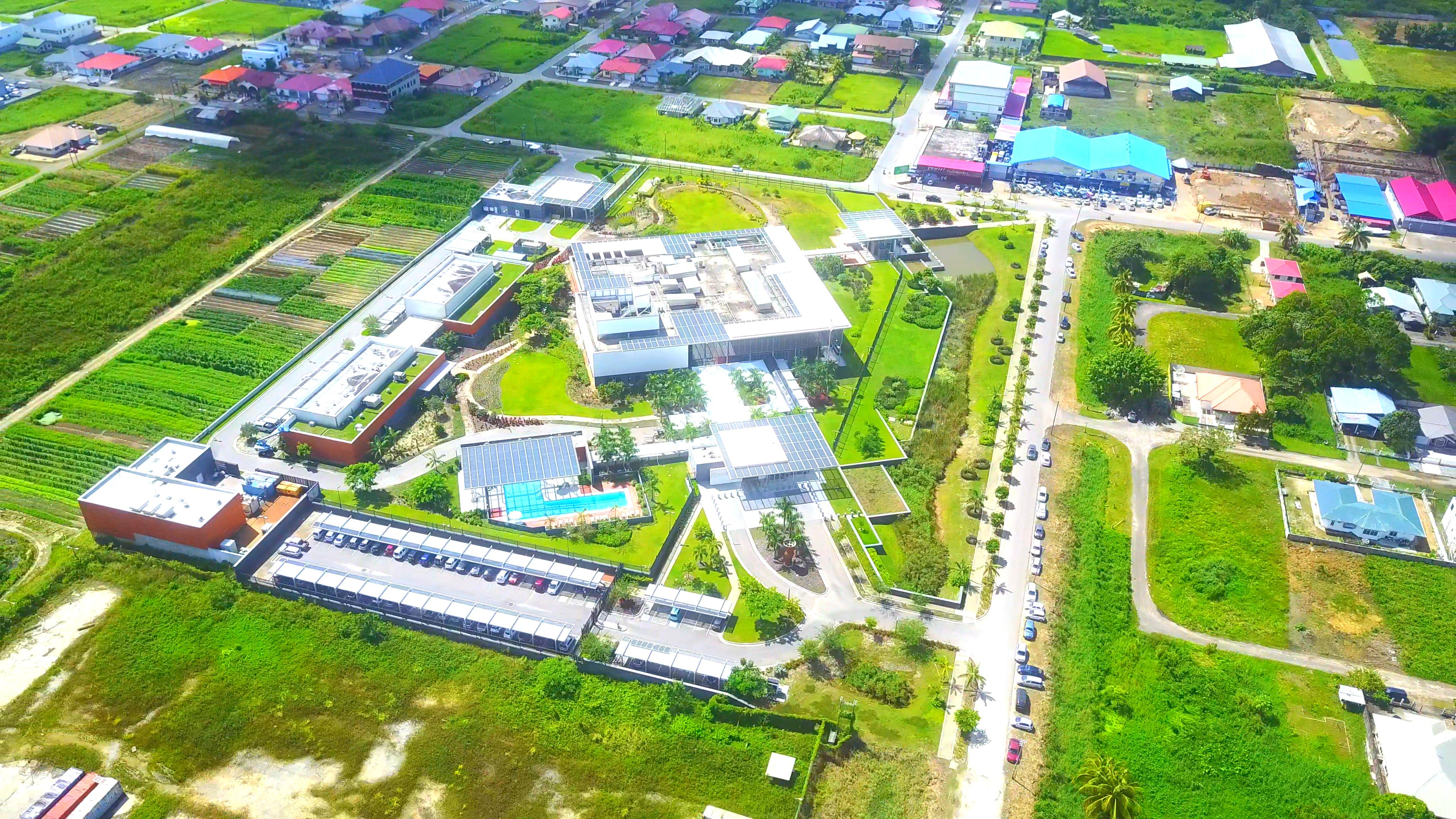
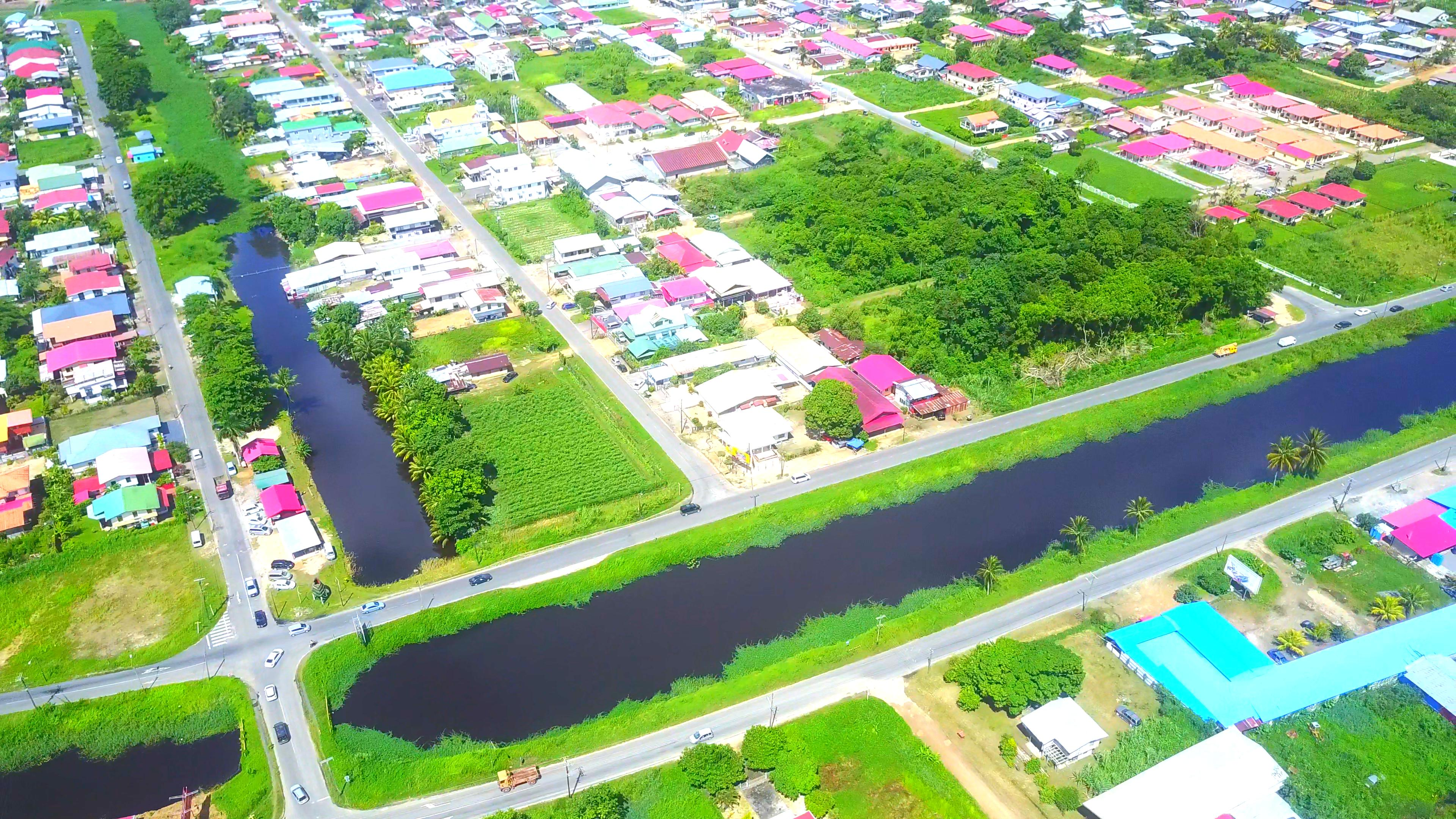
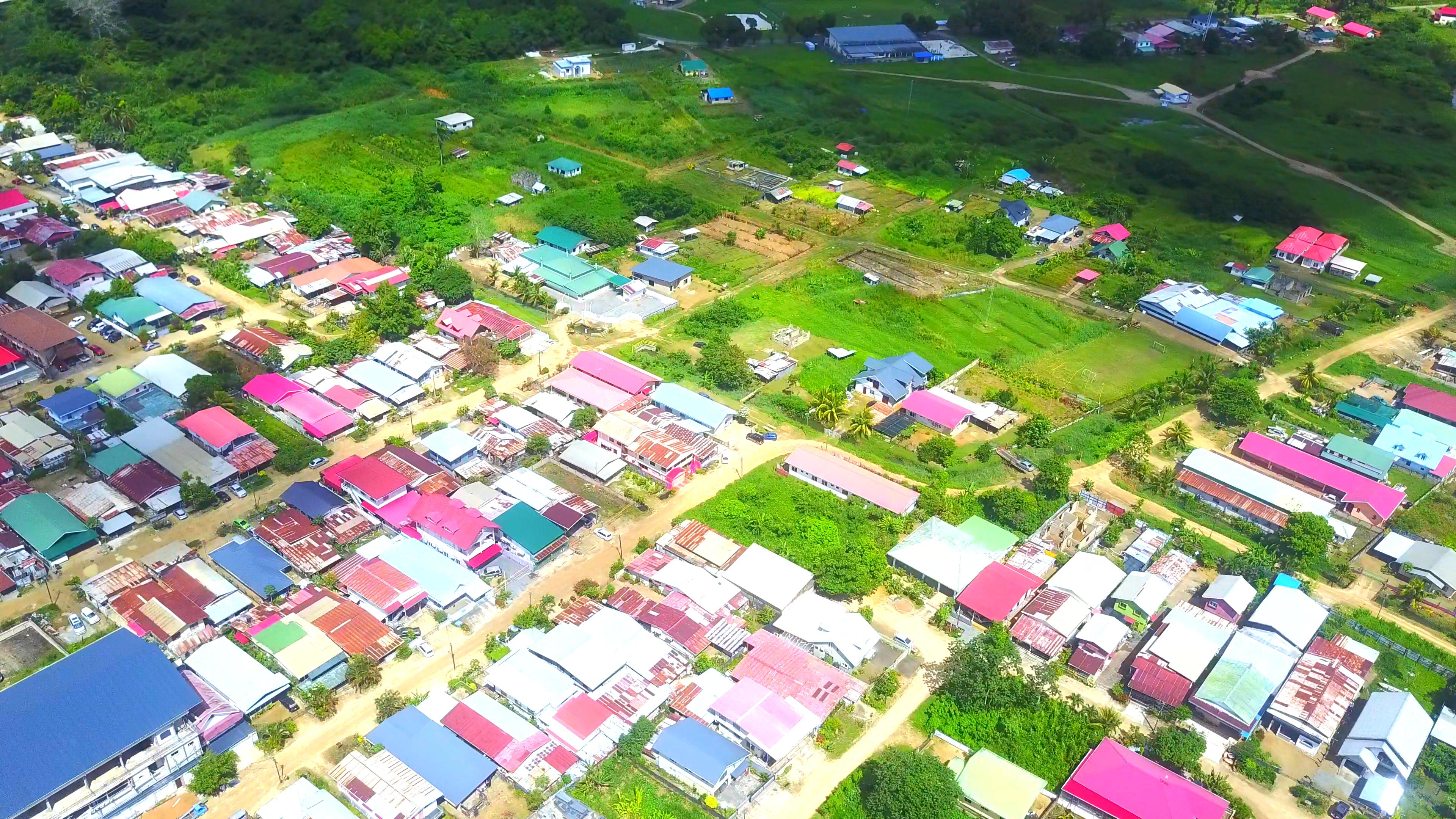
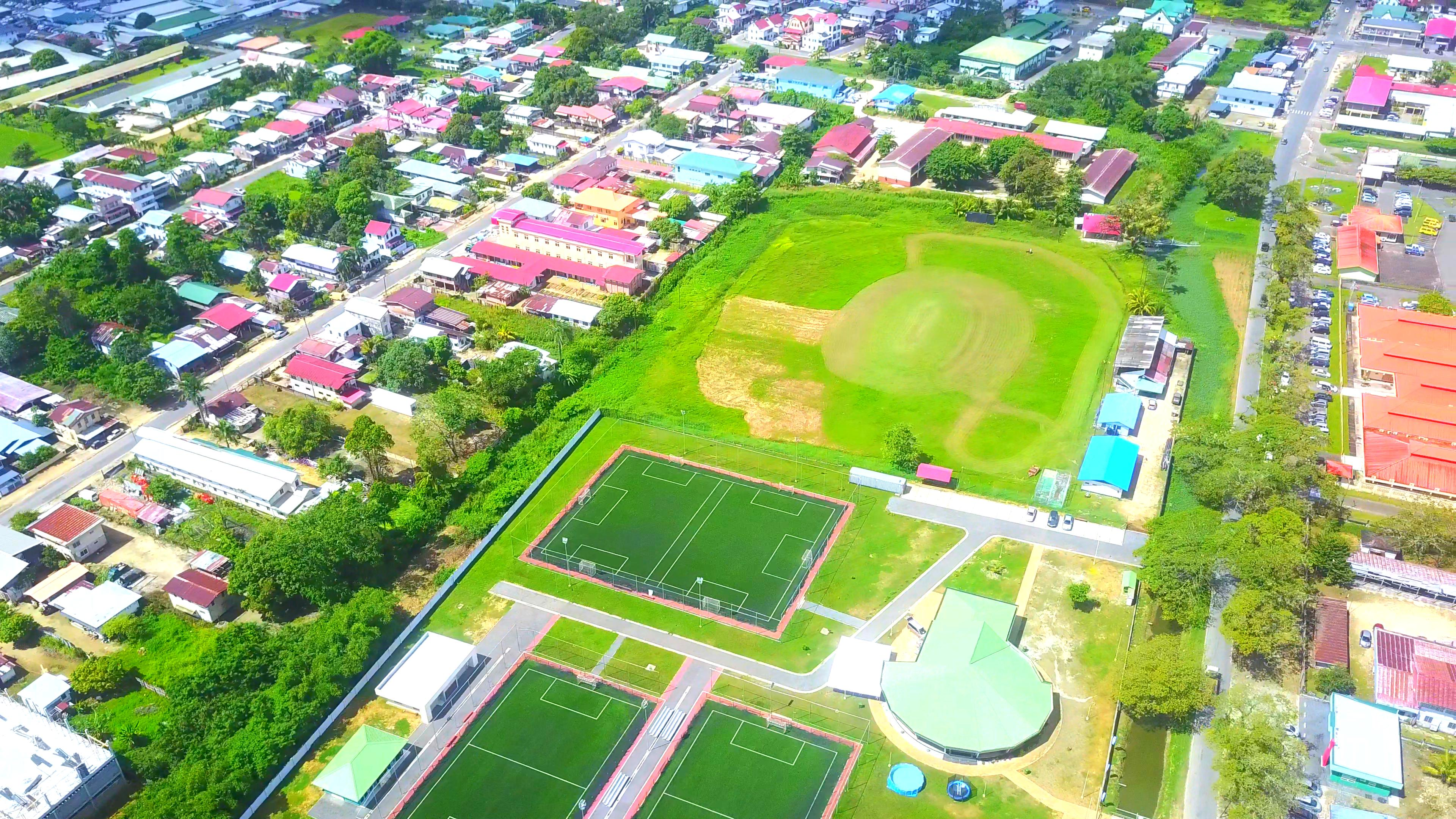
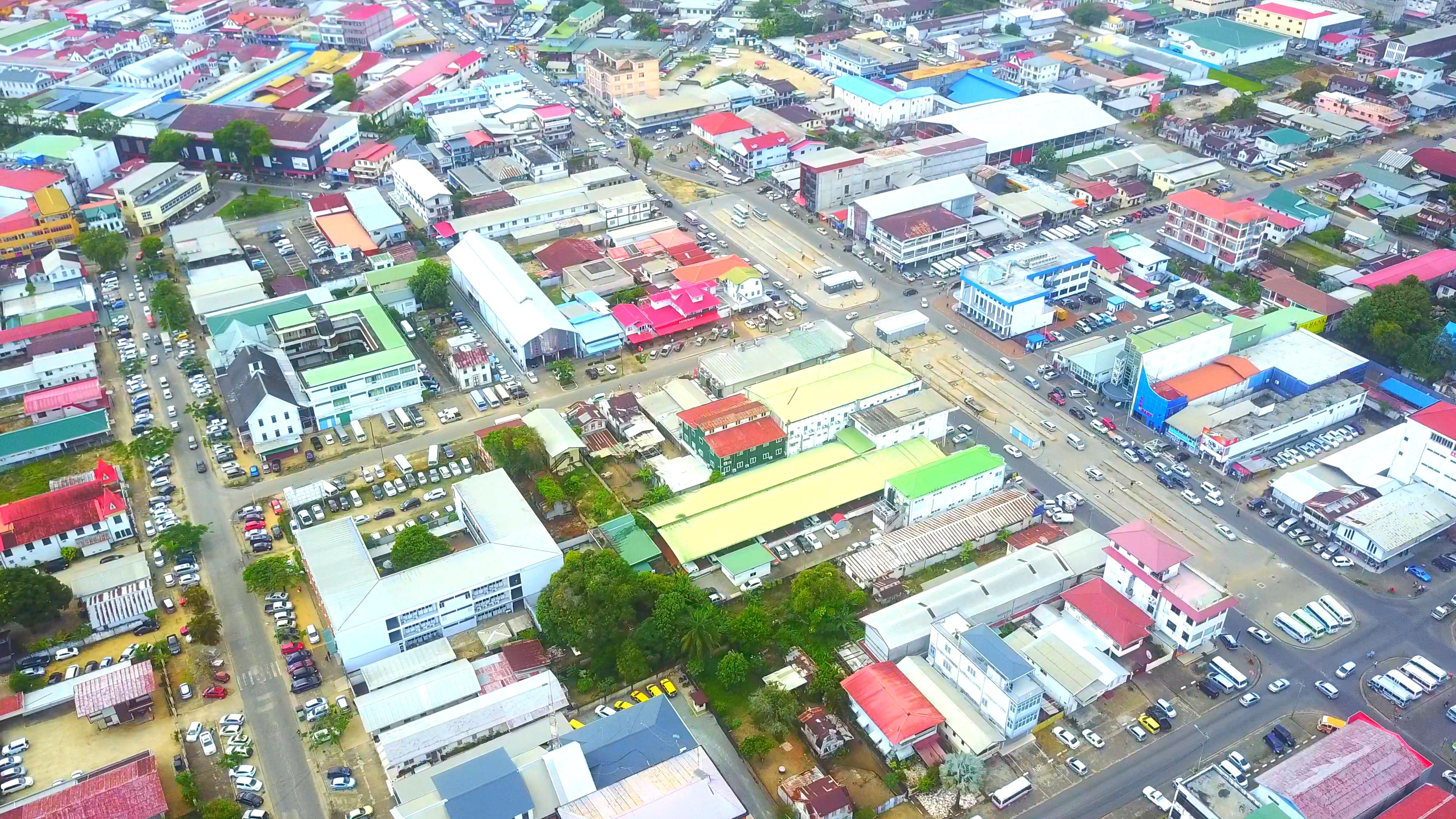
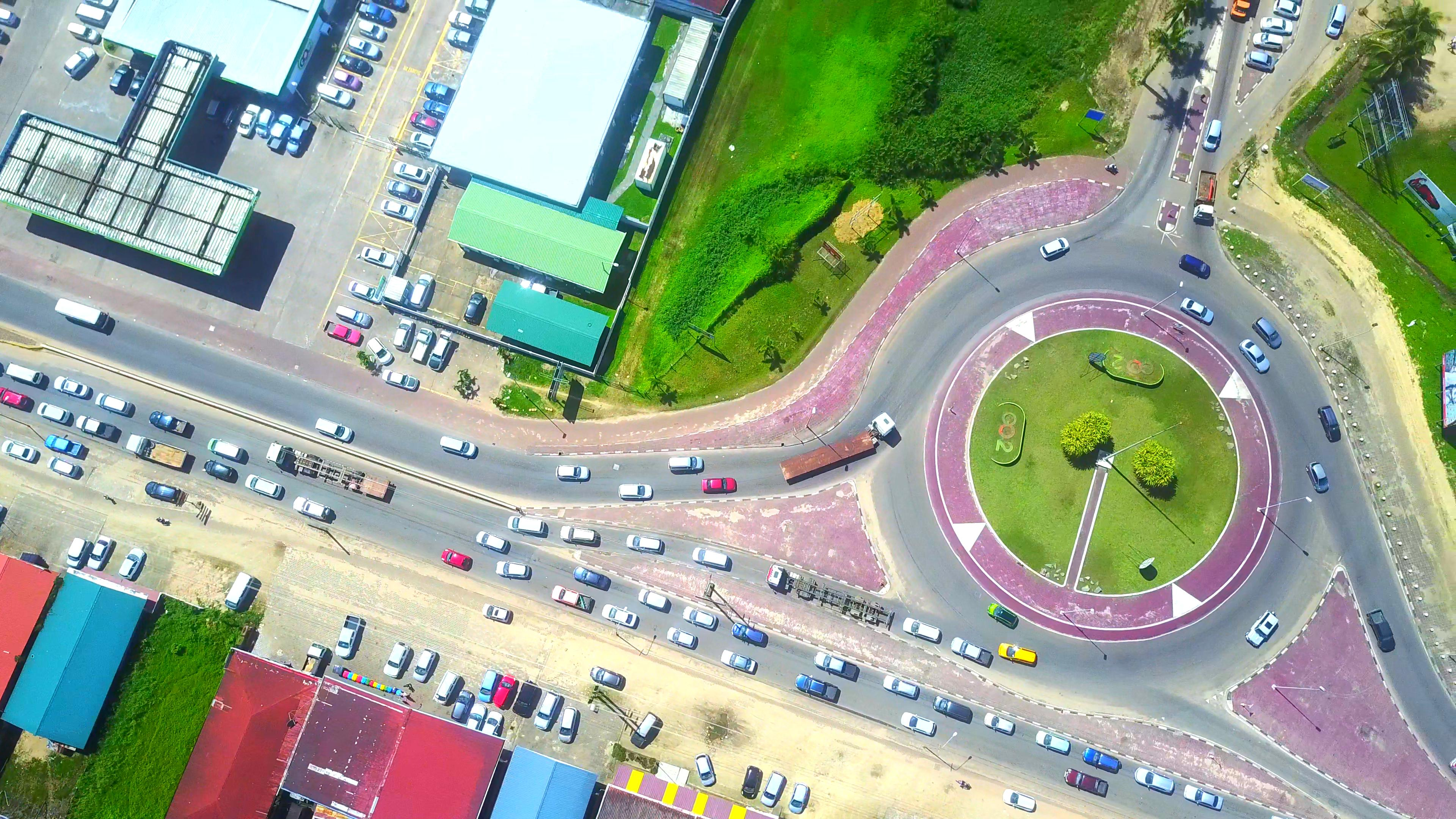
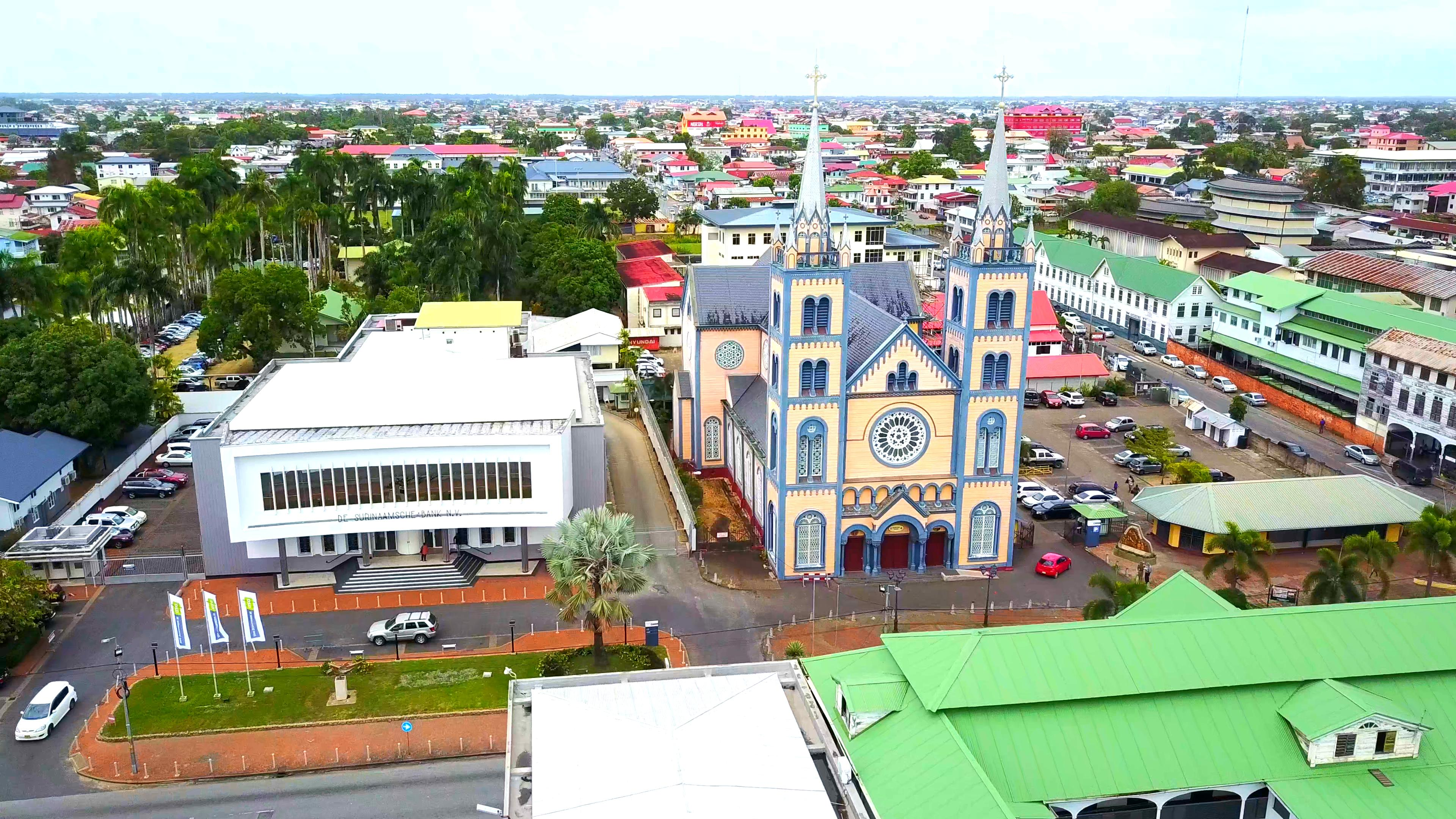

Brokopondo · Commewijne · Coronie · Marowijne · Nickerie · Para · Paramaribo · Saramacca · Sipaliwini · Wanica